# Arcturus crassispinis
Arcturus crassispinis är en kräftdjursart som beskrevs av Richardson 1909. Arcturus crassispinis ingår i släktet Arcturus och familjen Arcturidae. Inga underarter finns listade i Catalogue of Life.